# 赖氏犁齿鳚
赖氏犁齿鳚（学名：Entomacrodus lighti）也作萊特氏間頸鬚鳚，俗称狗鰷，是鳚科犁齿鳚属一种，分布于南中国海和泰国湾海域。模式产地为中国厦门。

## 形态特征
体长50—67毫米。身体呈长方形，侧扁。体长为体高的4.2—4.6倍，是头长的3.7—4.3倍。吻短钝。体褐色而略带绿色，体侧有多条成对的深褐色横带。背鳍第一和第二棘膜之间有一个明显的黑斑。

## 习性
赖氏犁齿鳚是一种生活在潮间带或珊瑚礁和岩礁区的小型鱼类。